# Daimaru
Daimaru (Japans: 大丸) is een Japanse warenhuisketen met voornamelijk vestigingen in de Japanse regio Kansai. De keten wordt geëxploiteerd door Daimaru Matsuzakaya Department Stores, een dochteronderneming van J. Front Retailing. Eerder was Daimaru een onafhankelijke onderneming, The Daimaru, Inc. (株式会社大丸), met het hoofdkantoor in Chūō-ku, Osaka.

## Historie
De geschiedenis van Daimaru gaat terug naar Dai-Monjiya, een winkel in kruidenierswaren in Kyoto opgericht door Shimomura Hikoemon Masahiro in 1717. De naam "Daimaru" werd voor het eerst gebruikt voor een winkel in Nagoya, toen Daimaruya genoemd, die opende in 1728.
De keten werd in 1907 geïntegreerd en in 1920 opnieuw geïntegreerd tot Daimaru Dry Goods K.K. In 1928 werd de naam gewijzigd in Daimaru. In de jaren zestig van de twintigste eeuw was Daimaru een aantal jaren de grootste retailer van Japan. Eind jaren zeventig opende Daimaru het eerste Japanse warenhuis in Thailand.
In november 1960 werd het eerste filiaal in Hong Kong geopend. In 1991 werd het eerste filiaal in Australië geopend in Melbourne en in september 1998 volgde een tweede filiaal in Gold Coast.
De filialen in Hong Kong werden in 1998 werden gesloten, en in 2002 volgde de sluiting van de filialen in Melbourne (dat direct concurreerde met de warenhuizen Myer en David Jones Limited) en Gold Coast in Australië na een decennium van verliezen. In 2003 volgde de sluiting van het filiaal in Singapore.
In 1960 richtte Daimaru een dochteronderneming op: Peacock Sangyo, tegenwoordig bekend als Daimaru Peacock. Het bedrijf exploiteert 49 supermarkten in Groot-Tokio, 28 in de regio Kansai en 8 in de regio Chūbu.
In 1998 ging Daimaru een partnerschap aan met de Franse haute-coutureontwerper Dominique Sirop om een prêt-à-porterlijn onder de naam Dominique Sirop for Daimaru op de markt te brengen.
In mei 2015 werd in Shanghai het warenhuis Shanghai New World Daimaru geopend. In het warenhuis worden vrijwel alle luxemerken verkocht. Zeer bijzonder zijn de spiraalvormige roltrappen.

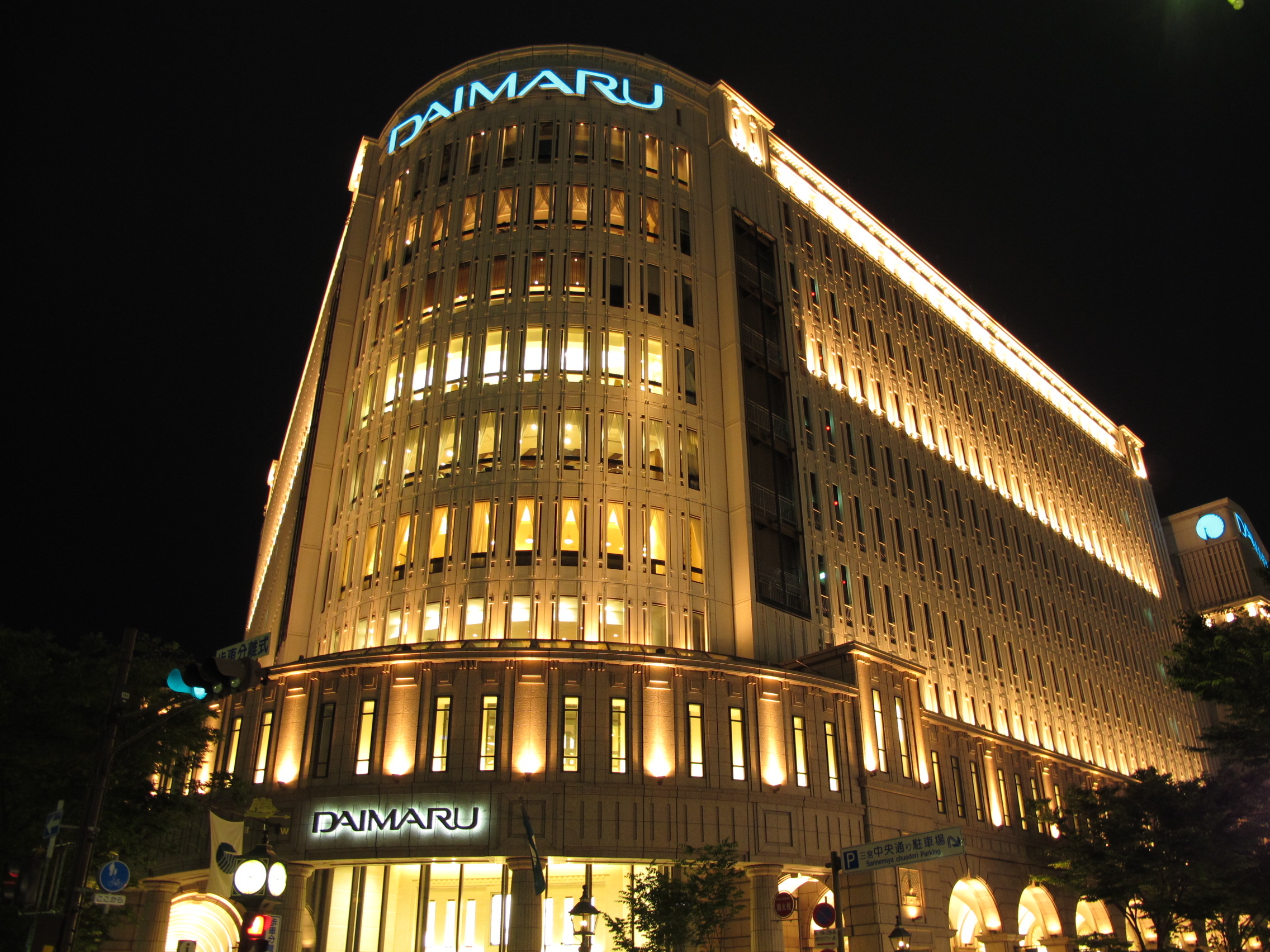
Daimaru in Kobe

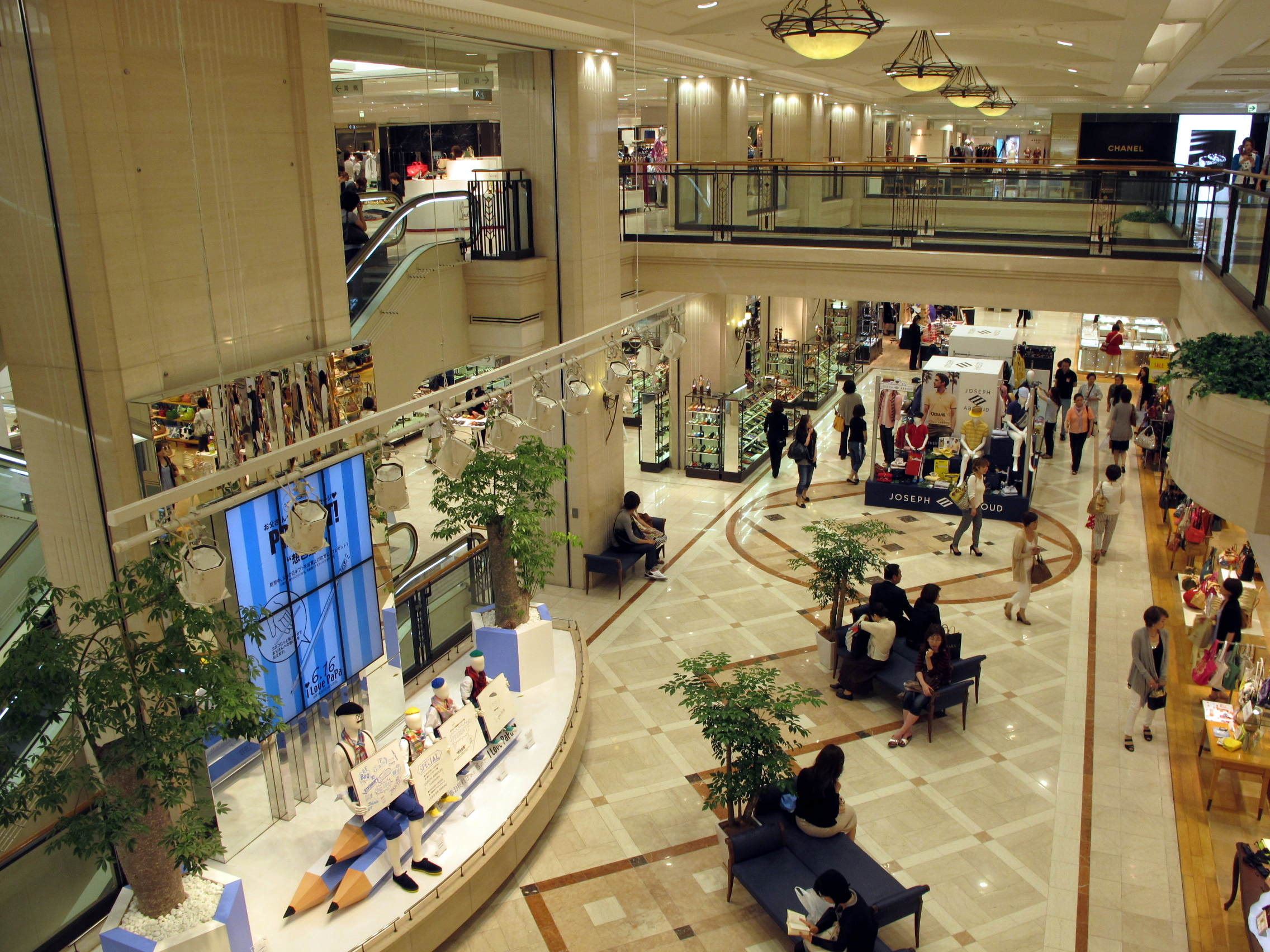
Daimaru in Kobe (interieur)

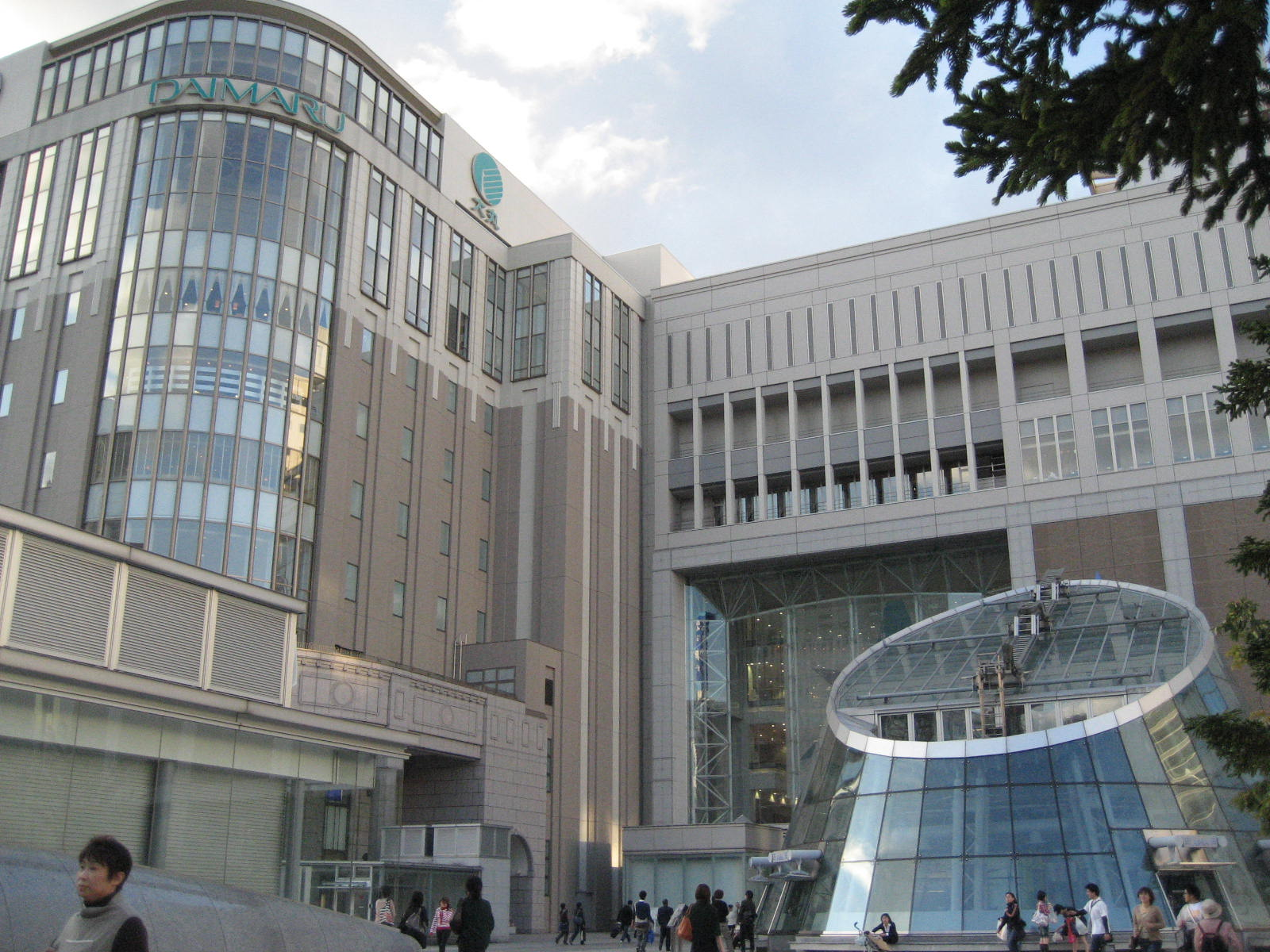
Daimaru bij het station van Sapporo, Hokkaido